# Liste der Abgeordneten zum Krainer Landtag (IX. Gesetzgebungsperiode)
Diese Liste der Abgeordneten zum Krainer Landtag (IX. Gesetzgebungsperiode) listet alle Abgeordneten zum Krainer Landtag des Kronlandes Krain in der IX. Gesetzgebungsperiode auf. Die Gesetzgebungsperiode umfasste die Zeit zwischen 1895 und 1901.

## Wahlen und Sessionen
Die Wahlen für den Landtag der IX. Periode fanden am 21. November 1895 (Kurie der Landgemeinden), 25. November 1895 (Kurie der Industrie- und Handelskammer bzw. der Städte und Märkte) sowie am 28. November 1895 (Kurie der Großgrundbesitzer) statt. Die erste Einberufung des Landtags erfolgte mit dem kaiserlichen Patent vom 12. Dezember 1885 für den 28. Dezember 1895.
Die Landtagsperiode bestand aus sechs Sessionen:
- I. Session: 28. Dezember 1885 bis 11. Juli 1896 (19 Sitzungen)
- II. Session: 28. Dezember 1896 bis 6. März 1897 (16 Sitzungen)
- III. Session: 28. Dezember 1897 bis 28. Februar 1898 (17 Sitzungen)
- IV. Session: 28. Dezember 1898 bis 16. Mai 1899 (21 Sitzungen)
- V. Session: 29. Dezember 1899 bis 5. Mai 1900 (16 Sitzungen)
- VI. Session: 19. Dezember 1900 bis 17. Juli 1901 (14 Sitzungen)

Der Landtag wurde mit dem kaiserlichen Patent vom 18. Juli 1901 (RGBl. 109/1901) aufgelöst.

## Landtagsabgeordnete
Der Landtag umfasste 37 Abgeordnete. Dem Landtag gehörten dabei 10 Vertreter des Großgrundbesitzes, 2 Vertreter der Handels- und Gewerbekammer Laibach, 8 Vertreter der Städte und 16 Vertreter der Landgemeinden. Hinzu kam die Virilstimme des Bischofs von Laibach.
Die Tabelle enthält im Einzelnen folgende Informationen:
| Name:        | Name des Abgeordneten |
| Wahlklasse:  | Die dem Klassenwahlrecht entsprechende Wahlklasse bzw. Kurie: I. Wahlklasse = Virilstimme (Bischof von Laibach); II: Adelige des Großen Grundbesitzes; III: Handels- und Gewerbekammer; IV: Zensuswahlklasse unterteilt nach Städten/Orten bzw. Landgemeinden |
| Region:      | Die im Wahlbezirk enthaltenen Städte bzw. Gerichtsbezirke (Landgemeindewahlbezirke) |
| Fraktion:    | Fraktion bzw. politische Ausrichtung des Abgeordneten |
| Anmerkungen: | Veränderungen während der Periode durch Tod, Mandatsverzicht oder spätere Angelobung |

| Name                         | Wahlklasse                 | Region                                                                | Fraktion                | Anmerkungen                                      |
| ---------------------------- | -------------------------- | --------------------------------------------------------------------- | ----------------------- | ------------------------------------------------ |
| Auersperg Erwin              | Großgrundbesitz            |                                                                       | verfassungstreu         | Mandatsverzicht am 6. November 1898              |
| Auersperg Leo                | Großgrundbesitz            |                                                                       | verfassungstreu         | Mandatsverzicht am 26. November 1887             |
| Ažman Ivan                   | Landgemeinden              | Radmannsdorf, Kronau                                                  | katholischnational      |                                                  |
| Barbo-Waxenstein Josef Anton | Großgrundbesitz            |                                                                       | verfassungstreu         |                                                  |
| Božić Ivan                   | Landgemeinden              | Wippach, Idria                                                        | katholischnational      | ab 16. November 1897 für Lavrenčić               |
| Detela Otto von              | Landgemeinden              | Krainburg, Neumarktl, Bischoflack                                     | katholischnational      |                                                  |
| Globočnik Victor             | Städte und Märkte          | Krainburg, Bischoflack                                                | nationalfortschrittlich | starb am 4. März 1898                            |
| Graselli Peter               | Städte und Märkte          | Laibach                                                               | nationalfortschrittlich |                                                  |
| Hribar Johann                | Städte und Märkte          | Laibach                                                               | nationalfortschrittlich |                                                  |
| Jeglic Anton                 | Virilstimme                |                                                                       |                         | 1898 bis 1901                                    |
| Jelovšek Gabriel Viktor      | Landgemeinden              | Laibach Umgebung, Oberlaibach                                         | katholischnational      |                                                  |
| Kajdiž Tomo                  | Landgemeinden              | Stein, Egg                                                            | katholischnational      |                                                  |
| Kalan Andrej                 | Landgemeinden              | Krainburg, Neumarktl, Bischoflack                                     | katholischnational      |                                                  |
| Kersnik Janko                | Handels- und Gewerbekammer |                                                                       | nationalfortschrittlich | starb am 28. Juli 1897                           |
| Klein Anton                  | Handels- und Gewerbekammer |                                                                       | nationalfortschrittlich | folgte am 16. November 1897 Janko Kersnik nach   |
| Klun Karel                   | Landgemeinden              | Gottschee, Reifnitz, Großlaschitz                                     | katholischnational      | starb am 8. Juni 1896                            |
| Košak Franc                  | Landgemeinden              | Treffen, Sittich, Seisenberg, Nassenfuß, Littai, Ratschach            | katholischnational      |                                                  |
| Kušar Ivan                   | Handels- und Gewerbekammer |                                                                       | nationalfortschrittlich | folgte am 20. Jänner 1900 Perdan nach            |
| Langer Franz von             | Großgrundbesitz            |                                                                       | verfassungstreu         |                                                  |
| Lavrenčić Matej              | Landgemeinden              | Wippach, Idria                                                        | katholischnational      | am 3. September 1897 verstorben                  |
| Lenarčić Josip               | Städte und Märkte          | Adelsberg, Oberlaibach                                                | nationalfortschrittlich |                                                  |
| Lenkh Felix von              | Großgrundbesitz            |                                                                       | verfassungstreu         |                                                  |
| Liechtenberg Leopold         | Großgrundbesitz            |                                                                       | verfassungstreu         |                                                  |
| Loy Alois                    | Städte und Märkte          | Gottschee, Reifnitz                                                   | deutschfortschrittlich  |                                                  |
| Luckmann Karl                | Großgrundbesitz            |                                                                       | verfassungstreu         |                                                  |
| Majaron Danilo               | Städte und Märkte          | Idria                                                                 | nationalfortschrittlich |                                                  |
| Missia Jakob                 | Virilstimme                |                                                                       |                         | 1895 bis 1898                                    |
| Modic Franc                  | Landgemeinden              | Adelsberg, Loitsch, Senosetsch, Laas, Feistritz                       | katholischnational      |                                                  |
| Murnik Ivan                  | Städte und Märkte          | Neumarktl, Radmannsdorf, Stein                                        | nationalfortschrittlich |                                                  |
| Pakiž Primus                 | Landgemeinden              | Gottschee, Reifnitz, Grosslaschitz                                    | katholischnational      |                                                  |
| Papež Franc                  | Landgemeinden              | Treffen, Sittich, Seisenberg, Nassenfuß, Littai, Ratschach            | katholischnational      |                                                  |
| Perdan IVan                  | Handels- und Gewerbekammer |                                                                       | nationalfortschrittlich | starb am 4. Dezember 1899                        |
| Pfeifer Viljem               | Landgemeinden              | Rudolfswert, Landstraß. Gurkfeld                                      | katholischnational      |                                                  |
| Povše Franc                  | Landgemeinden              | Laibach Umgebung, Oberlaibach                                         | katholischnational      |                                                  |
| Rechbach Friedrich von       | Großgrundbesitz            |                                                                       | verfassungstreu         | ab 28. Dezember 1897 für Leo Auersperg           |
| Schaffer Adolf               | Großgrundbesitz            |                                                                       | verfassungstreu         |                                                  |
| Schwegel Josef von           | Großgrundbesitz            |                                                                       | verfassungstreu         |                                                  |
| Schweiger Franc              | Landgemeinden              | Tschernembl, Möttling                                                 | katholischnational      |                                                  |
| Šubic Janez                  | Städte und Märkte          | Krainburg, Bischoflack                                                | nationalfortschrittlich | ab 26. Oktober 1898 als Nachfolger von Globočnik |
| Tavčar Ivan                  | Städte und Märkte          | Rudolfswert, Weichselburg, Tschernembl, Möttling, Landstraß, Gurkfeld | nationalfortschrittlich |                                                  |
| Ulm Anton                    | Großgrundbesitz            |                                                                       | verfassungstreu         | ab 9. Jänner für Erwin Auersperg                 |
| Višnikar Franc               | Landgemeinden              | Gottschee, Reifnitz, Grosslaschitz                                    | katholischnational      | folgte am 29. Oktober 1896 Klun nach             |
| Wurzbach Alfons von          | Großgrundbesitz            |                                                                       | verfassungstreu         |                                                  |
| Zelen Jože                   | Landgemeinden              | Adelsberg, Loitsch, Senosetsch, Laas, Feistritz                       | katholischnational      |                                                  |
| Žitnik Ignacij               | Landgemeinden              | Treffen, Sittich, Seisenberg, Nassenfuß, Littai, Ratschach            | katholischnational      |                                                  |